# Konno Manabu
Manabu Konno (sinh ngày 23 tháng 1 năm 1974) là một cầu thủ bóng đá người Nhật Bản.

## Sự nghiệp câu lạc bộ
Manabu Konno đã từng chơi cho Verdy Kawasaki.